# Iztok Jakomin
Iztok Jakomin, slovenski policist, častnik in veteran vojne za Slovenijo, * 26. november 1962, Koper.
Jakomin je 2. novembra 2005 postal direktor Policijske uprave Koper, pred tem je bil pomočnik direktorja urada za varnost in zaščito na Generalni policijski upravi. S položaja direktorja je spomladi 2008 odstopil. Kasneje je postal direktor Rižanskega vodovoda.